# Marcusenius cyprinoides
Marcusenius cyprinoides es una especie de pez elefante eléctrico en la familia Mormyridae presente diversos sistemas hidrícos del norte, noreste y oeste africano. Es nativa de la Camerún, Chad, Egipto, Etiopía, Guinea, Níger, Nigeria y Sudán y puede alcanzar un tamaño aproximado de 330 mm.
Respecto al estado de conservación, se puede indicar que de acuerdo a la IUCN, esta especie puede catalogarse en la categoría «preocupación menor (LC)», con riesgos asociados a la depredación y degradamiento de su hábitat.